# هت ویلد
هت وایلد (به هلندی: 't Wild) یک منطقهٔ مسکونی در هلند است که در اوس (هلند) واقع شده‌است. هت وایلد ۳۰۶ نفر جمعیت دارد.